# 宝庆路 (元朝)
寶慶路，中国元朝时设置的路。
寶慶元年（1225年）以宋理宗潛藩升邵州置寶慶府，元朝至元十二年（1275年）设宝庆安抚司。至元十四年（1277年）升寶慶府为寶慶路总管府。治所在邵陽縣（今湖南省邵陽市），轄境相当邵陽市，或者今湖南省安化县、邵阳市间的资水流域。为下路，户数72309户。领一录事司，下辖邵陽縣、新化县。邵陽縣为上县，新化县为中县，风俗陋俭，狱讼简稀。明洪武元年（1368年）复为府。